# Skauszyn
Skauszyn (biał. Скаўшын; ros. Сковшин, Skowszyn) – agromiasteczko na Białorusi, w obwodzie mińskim, w rejonie soligorskim, siedziba administracyjna sielsowietu. W 2009 roku liczyło 410 mieszkańców.